# 杉之原壽一
杉之原 壽一（すぎのはら じゅいち、1923年1月15日 - 2009年7月15日）は、日本の社会学者。神戸大学名誉教授。部落問題研究の中心的な論客の一人である。京都府出身。

## 人物・略歴
京都市生まれ。1943年、京都帝国大学文学部哲学科卒業。京都大学人文科学研究所助手を経て、1986年まで神戸大学文学部教授。日本学術会議会員。

## 部落研究
部落の中で階層分化が進行していることを実態調査から明らかにし「アメリカ帝国主義に従属する日本独占資本」を部落差別の主敵とする日本共産党の主張の正当性を訴えていたが、当の共産党が国民融合論を提唱した後には一転し、同じ調査を根拠に部落差別は解消しつつあるとの立場を取るようになった。1984年、「現代部落差別の研究」で第9回野呂栄太郎賞を受ける。
部落問題研究所理事長、国民融合をめざす部落問題全国会議代表幹事。

## 著作

### 単著
- 『テンニエス　人と業績』（有斐閣, 1959年）
- 『杉之原壽一・部落問題著作集』（全20巻、兵庫部落問題研究所）
- 『部落問題の解決――国民融合の視点から（新日本新書、1989年）
- 『部落解放の「虚構理論」批判』（部落問題研究所, 1999年）
- 『これからの同和行政』（部落問題研究所, 2000年）

### 訳書
- テンニエス『ゲマインシャフトとゲゼルシャフト』（岩波文庫, 1957年）
- カール・マンハイム「変革期における人間と社会」、『マンハイム全集』第5巻（潮出版社, 1976年）